# ヘマトポジンB
ヘマトポジンB(Haematopodin B)は、チシオタケ(Mycena haematopus)に見られる化合物である。空気と光の影響下でヘマトポジンに分解される。